# بیلا
بیلا نام شهر و شهرستانی در استان کفر الشیخ مصر است.